# الغرة من الشعر (تشريح)

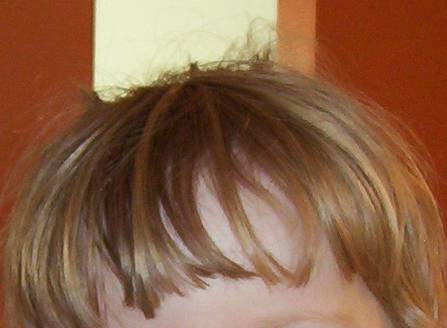
صورة لغرة.

الغُرّة (الإنجليزية الأمريكية: bangs) وفي (الإنجليزية البريطانية: fringe) مجموعة من خُصل الشعر في مقدمة الرأس، والتي تمتد من خط الشعر الأمامي من فروة الرأس إلى الأسفل لتغطي الجبهة أو الجبين، وعادةً ما تكون فوق الحاجب، إلا أنها تتباين في الطول من شخص لآخر. تُقَص الغُرّة غالبًا بشكلٍ مستوٍ، ويُمكن أن تُقص بشكل قوس أو أن تُترك متناثرة.

## المصطلحات
يشير مصطلح (bangs) بالأساس إلى قص الشعر بشكل مستوٍ، أي بمعنى أفقي مباشرة في الأمام، لكنه أصبح يشير إلى مدى واسع من طُرق تصفيف الشعر. من المتوقع أن هذه التسمية مأخوذة من قص ذيل الحصان، حيثُ كان يُقَص بشكل مستوٍ أفقيًا. أما مصطلح (fringe)، فقد أُخِذ تشبيها من الحافات القصيرة المُقلمة للتزيين كتلك التي نجدها في الوشاح.

## طرق التصفيف الشائعة
- أفقيًا بشكل مستوٍ أو ما يعرف بالغُرّة الكاملة: من أشهر طُرق التصفيف، حيث يُمشّط الشعر إلى الأسفل مباشرة دون تداخله، على عكس الغُرّة الجانبية. قد تكون القَصة متماثلة وحادة أو قد تكون ناعمة.
- الغُرّة الجانبية: يُقص الشعر في هذه الحالة ليكون أطول بقليل من الغُرّة الكاملة، وغالبًا ما ينتهي طولها إلى الذقن، حيث تغطي منطقة العينين بشكل كامل إن لم توضع على جانب الوجه. بالإمكان جعلها خفيفة يمكن الرؤية من خلالها، أو حادة وكثيفة. عادة ما تُهذّب بتقنية القطع النقطي، أي قص الشعر باستخدام طرف المقص لا بنصله للحصول على نتيجة طبيعية متناثرة غير متساوية.
- الغُرّة الحادة الكثيفة: يُقص الشعر حادًا بشكل متساوٍ إلى الأمام، فتكون شبيهة بالغُرّة الكاملة عدا كونها أكثر كثافة وسماكة.[2]
- الغُرّة الخفيفة الشفافة (يمكن الرؤية من خلالها): يُعتبر هذا النوع معاكسًا للغُرّة الحادة الكثيفة، وهي طريقة تصفيف أُخِذت من كوريا الجنوبية وعدد من البلدان الآسيوية الشرقية. يُفضل البعض هذا النوع كونه متعدد الجوانب ولعدم تطلّبه الكثير من الالتزام للتصفيف، ويعتقد البعض أن هذا النوع يناسب العديد من أشكال الوجوه المختلفة. يُمكن تصفيف هذه القَصّة كغُرّة كاملة أو جانبية، وتُقص عادةً باستخدام تقنية القطع النقطي، إذ يوضع المقص عموديًا أو بزاوية صغيرة عوضًا عن استخدامه أفقيًا. يتميز هذا النوع بسهولة إخفائه دون ملاحظة الجزء المهذّب على عكس الغُرّة الكاملة، وبينما تتميز كلٌ من الغُرّة الكاملة والغُرّة الجانبية بطول معين يناسبهما؛ يمكن قص هذا النوع إلى الحاجبين أو إلى الذقن ما يسمح بالنظر من خلالها حتى وإن وصل طول الشعر إلى مستوى العينين. تتطلب أنواع الغُرّات كمً كبيرًا من الجهد للاعتناء بها مثل تجفيفها جيدًا بالمجفف الكهربائي والفرشاة، أو كبسها بالحرارة أو تصفيفها؛ وهذا ما يميّز الغُرّة الخفيفة عن غيرها، إذ إنها لا تتطلب إلا تجفيفًا خفيفًا يتبعه ترتيبٌ لها باستخدام مشط ذي أسنان ناعمة وصغيرة.
- الغُرّة غير المتماثلة أو المائلة: تُشذّب الغُرّة لهذا النوع بطبقات من زاوية معينة، فتغطّي طبقات الشعر ذات الأطوال المختلفة بعضها بعضًا.[3] يصبح الشعر الأقرب إلى خط الشعر الأمامي أطول من الشعر فوقه، فيُنتج بذلك شكل متناثر. من الممكن قصُه إلى الجانب أيضًا ثم يؤخذ بالفرشاة إلى الخلف لتحسين المظهر.[4]
- الغُرّة المقوّسة أو المدوّرة: وهي قصّة دائرية الشكل، إذ تشكّل الغُرّة شكلًا مقوسًا أشبه بهلال إلى الأعلى. يشبه هذا النوع الغُرّة الكاملة، إلا أن طول الشعر يزداد تدريجيًا باقترابه من جوانب الجبين. عادةً ما يُقص الشعر بعد أن تُلوى الغُرّة باليد المسيطرة ثم استبدالها باليد الأخرى للوصول إلى تقاطع في الشعر، ثم يُقص جزء الشعر الواقع تحت أصابع اليد.[5] غالبًا ما يكون هذا النوع أثقل وأكثر سماكةً من الغُرّة الكاملة.[6]
- الغُرّة الشبيهة بالستائر: يُفصل الشعر في مقدمة الرأس في الوسط أو على الجانب قليلًا لهذا النوع، وهو أشبه بالغُرّة المائلة من ناحية طول الشعر وخاصية الرؤية من خلال الغُرّة. تُصفف هذه القصّة لتبتعد عن مركز الوجه إلى أطرافه، ويزداد طول الشعر بابتعاده عن المركز. يشبه هذا النوع الغُرّة المقوسة ولكنه يمتاز بكونه أكثر طولًا.
- الغُرّة القصيرة: يُقص الشعر ليصبح فوق خط الحاجبين وبشكل حادٍ على امتداد الجبين ويمكن أن يكون أقصر من ذلك أيضًا. يلائم هذا النوع الشعر القصير للأطفال أو ما يعرف بـ «قصّة بوب».
- الغُرّة الملامسة للحاجب أو المركّبة: طريقة تصفيف يصل فيها الشعر تحت الحاجب وذات مظهر ثقيل أو خفيف على الوجه.  قد تكون غير متساوية أو متناثرة لتُظهِر القليل من الجبين.[7][8]
- الغُرّة المجعدة: طريقة للتصفيف تُصبح فيها الغُرّة مجعدة تبعًا لنوع الشعر المجعد المميز للشخص.

## تاريخها
لطالما شابه وجود الغُرّة في الشعر قصات الشعر بشكل عام، أي أنها تصبح صيحة يومًا وتُترك يومًا آخر، ويمكن تصفيف الغُرّة تبعًا للعديد من الطرق. لنذكر مجموعة من المؤثرين على صيحات الغُرّة منذ بداية القرن العشرين: ممثلة الأفلام الصامتة لويز بروكس، وعارض أزياء كلامور للخمسينيات من القرن العشرين مثل بيتي بيج وذا بيتلز، والممثلة إليزابيث تايلور في دور البطولة لفلم كليوباترا عام 1963.
ساهمت الممثلة والمغنية الإنجليزية جاين بركين في السبعينيات من القرن العشرين في انتشار صيحة الغُرّة الملامسة للحاجب مع الشعر الطويل.
ثم انتشرت طريقة نفش الغُرّة في نهاية الثمانينيات وبداية التسعينيات من القرن العشرين، والتي تحافظ على شكلها وارتفاعها باستخدام الكثير من مثبت الشعر، ويُطلق عليها اسم «Mall bangs».
عادت الغُرّة كصيحة قوية مرة أخرى عام 2007، حيث أصبحت أكثر طولًا وكثافة وحدة. وكانت عارضة الأزياء كيت موس سببًا في استمرارها لعام 2008 بعد أن ظهرت بغُرّة في شهر أكتوبر لعام 2007.
وانتشرت الغُرّة الشبيهة بالستائر في عام 2020، إذ قص مشاركون عدة غُرّتهم بأنفسهم على منصة تيك توك.